# Pêro Dias
Pêro Dias (15. století) byl portugalský mořeplavec, bratr Bartolomea Diase. Pocházel z rodiny mořeplavců. Jeho předkové a příbuzní byli mezi prvními, kteří obepluli obávaný mys Bojador a objevili Zelený mys na pobřeží západní Afriky.
V srpnu roku 1487 s bratrem Bartolomeo Diasem vypluli s dvěma karavelami z Lisabonu. Pluli podél afrického atlantického pobřeží k jihu. Chtěli dosáhnout mysu Dobré naděje. Na 29° severní šířky přistáli, zřídili si tu základnu. Dále pokračovala jen jedna loď pod velením Bartolomea Diase. On se na jih vydal až později s druhou lodí, není ovšem známo kam až doplul. Byl sužován bouřemi u jižního cípu Afriky a protože měl pocit, že doplul už dost daleko, obrátil se a vrátil se zpět do Lisabonu. Jeho bratr s druhou lodí doplul s vypětím všech sil až do zálivu Algoa, dnes zde leží město Port Elizabeth, kde byl posádkou donucen k návratu do Portugalska a byl prvním Evropanem, který obeplul mys Dobré naděje.